# Poesias Completas
Poesias Completas é uma coletânea de poesias escritas por Machado de Assis e publicada pela Livraria Garnier em 1901. O objetivo do livro era reunir a edição conjunta de seus três livros de poemas já antes publicados (Crisálidas, Falenas e Americanas), bem como um inédito, chamado Ocidentais.
A primeira referência ao livro dá-se justamente numa carta do dia 30 de outubro de 1899 enviada de Machado a seu editor Baptiste-Louis Garnier, propondo-lhe essa reunião num único volume. Trata-se de uma de suas últimas publicações ao lado de Esaú e Jacó (1904), e uma tentativa do autor trazer a público sua obra poética da juventude.
O livro teve uma boa repercussão, embora Machado tivesse resistência em dar a edição das Poesias Completas por ser crítico a seu próprio trabalho poético. Silvio Romero já elogiava o livro escrevendo que Machado era a mais alta figura da literatura brasileira. Carlos Magalhães de Azeredo sentiu "emoções profundas" especialmente nos poemas do último período e elogiou sua estética, embora tenha ficado descontente por não receber um exemplar autografado pelo próprio autor.